# Binom
Az algebrában a binom egy kéttagú polinom (algebrai egész kifejezés), két monom összege – amit gyakran szögletes vagy kerek zárójel határol. Példának okáért {\displaystyle (x+5)} egy elsőfokú binom, míg {\displaystyle (x^{2}+5)} is binom, de már másodfokú.